# Brandon Silent
Brandon Silent (22 gennaio 1973) è un ex calciatore sudafricano, di ruolo centrocampista.

## Carriera

### Club
Ha sempre giocato nel campionato sudafricano, vestendo per 8 anni la maglia degli Orlando Pirates.

### Nazionale
Con la maglia della Nazionale ha collezionato 5 presenze.